# Посвалюк Валерій Терентійович
Валерій Терентійович Посвалюк (20 липня 1947, Київ — 17 липня 2018, Київ) — український виконавець на трубі, доктор мистецтвознавства, професор.
Його ім'я широко відоме серед багатьох вітчизняних і закордонних трубних шкіл, увійшло до міжнародних енциклопедій, як одного з найкращих європейських виконавців — інструменталістів сучасності. Завідувач кафедри духових і ударних інструментів Київської Національної музичної академії імені Петра Чайковського.

## Життєвий шлях
Життєвий і творчий шлях розпочався в Києві. В 1965 р.закінчив Київську музичну школу-десятирічку ім. М. В. Лисенка при Київській консерваторії ім. П. І. Чайковського (кл. О. П. Білофастова). З 1965—1970 роки навчавчася в консерваторії по класу труби (кл. В. М. Яблонського). З 1967 р.— артист заслуженого симфонічного оркестру України. В 1968 р. став лауреатом Українського конкурсу духовиків, присвяченого 50-річчю ВЛКСМ. Останні тридцять років Посвалюк соліст оркестру київської опери.
Представник української трубної школи, послідовник традицій видатних виконавців і педагогів В. М. Яблонського і М. В. Бердиєва, соліст симфонічного оркестру Національного театру опери і балету України ім. Т. Г. Шевченко, заслужений артист України Валерій Посвалюк вельми відомий в сучасному музичному світі. Його ім‘я займає значне місце серед закордонних енциклопедій і довідників, характеризуючи його як одного з найкращих музикантів-інструменталістів, людини з досить широким і яскравим полем творчої діяльності. До них належить: оркестрове, камерне і сольне виконання, педагогічна діяльність, науково- методича і дослідницька праця. Але головним його внеском у розвиток київської трубної школи є заснування унікального творчого об‘єднання — Украї́нської гі́льдії трубачі́в, президентом якої він був понад десять років. Треба зазначити, що ініціатива його створення і подальша активна творча діяльність — наслідки кипучої енергії та яскравого обдарування Валерія Посвалюка.
17 липня 2018 року Валерій Посвалюк, професор, заслужений артист України, завідувач кафедри мідних духових і ударних інструментів Національної музичної академії ім. Чайковського, на 71-му році пішов з життя.

## Творча праця
У більшій мірі труба, як сольний інструмент, сприймається в контексті оркестрового виконавства, а це означає, що роль соліста оркестру безпосередньо зводиться до елементу колективного музичного відтворювання, і навіть в тому випадку, коли автор пише для конкретного інструмента великий або малий сольний фрагмент. Чи справедливе таке відношення щодо інструмента, виконавця, трубача, особистості? Своїми творчими досягненнями і майстерністю Валерій Посвалюк доказує, що труба, як і кожний сольний духовий інструмент правомірно належить до «еліти» оркестру. Його професійна і творча біографія як не дивно розпочалася в десятирічному віці. Йому шістдесят, але в афіші треба було б зазначити — «пятидесятиріччя творчої діяльності». Розпочав як музичний «вундеркінд», здивувавши своїм виконанням одного із найвідоміших духовиків XX століття професора Київської консерваторії Вільгельма Мар‘яновича Яблонського, який особисто зміг не тільки сформувати могутній технічний апарат майбутнього трубача симфонічного оркестру, але і прищепив йому тонке відчуття ролі, місця і значення звучання духового інструмента в палітрі симфонічного і камерного оркестру. Протягом навчання в консерваторії Валерій Посвалюк щільно ознайомився з великою спадщиною класичного репертуару творів для труби і музикю XVI—XX століття, що в подальшому мало вплив на його інтенсивну концертну діяльність . Він підняв свій інструмент до вершин майстерності, виконуючи твори класики, особливо сонати композиторів епохи бароко Д. Габріелі, Дж. Вівіані, Г. Телемана і представника так званої «золотої епохи труби» Г. Персела, а також концертні композиції для соліруючої труби відомих вітчизняних композиторів Є. Зубцова, Р. Свирського, Ж. Колодуб. Він став найактивнішим пропагандистом сучасної закордонної музики для труби, виконавши цілий ряд віртуозних концертних програм із творів О. Арутюняна, Г. Кларка, П. Ебена, Е. Порино, Л. Андерсена, Є. Боцца, Є. Ховарта та ін.
Валерій Посвалюк брав участь як соліст-трубач у прем'єрі в Києві Бранденбургського концерту № 2 Й. С. Баха (диригент І. Блажков) і Різдвяної ораторії (диригент Г. Сорокопуд), де особливо потужно розкрилась його технічна майстерність і віртуозність трубача. Своїм виконанням він розкрив дійсне звучання інструмента, показав силу і красу тембра труби. Як пише музикознавець Марина Суторихіна: «Валерій Посвалюк одним із перших в Україні почав виконувати на трубі-пікколо сонати і концерти, написані для так званої труби „кларіно“, високе за регістром звучання якої вражає наповненим звукорядом, віртуозністю. В його творчій спадщині ряд концертів для труби з оркестром А. Вівальді, Г. Телемана, Т. Альбіноні, сонати Г. Перселла, М. Каззатті, П. Бальдассаре, що в значній мірі збагатило і розширило уяву українських любителів музики про творчість цих, на жаль призабутих сьогодні композиторів епохи бароко».
В процесі концертної і оркестрової діяльності Валерій Посвалюк виробив свій особливий виконавський стиль. Головний диригент Київського театру опери і балету Володимир Кожухар назвав його «віртуозом -романтиком». Особливо яскраво розкривається він в камерно-ансамбльовому виконанні, якому музикант- інструменталіст сьогодні приділяє особливу увагу. Він створив разом з однодумцями ряд блискучих і унікальних програм, які збагатили пізнання про камерну і інструментальну творчість багатьох європейських композиторів та епох. Слід зазначити і той факт, що багато цих творів з‘явились в запису на компакт-дисках, отримавши високу оцінку як вітчизняних так і закордонних спеціалістів .
Ще студентом Київської консерваторії Валерій Посвалюк став солістом Державного симфонічного оркестру УРСР. Це право він підтвердив ставши лауреатом Всеукраїнського конкурсу виконавців на духових інструментах.(1968 р.) Потім був конкурс в симфонічний оркестр Київського театру опери і балету імені Тараса Шевченка і творче благословення видатного українського диригента Степана Турчака, який відразу відзначив не тільки високий технічний потенціал молодого виконавця, але і своєрідну його виконавську майстерність, віртуозність, глибину почуття. Протягом тридцяти років Валерій Посвалюк соліст-регулятор симфонічного оркестру Національної опери України. Він багато приклав зусиль для того, щоб група труб оркестру по-справжньому глибоко і багатосторонньо розвивалась і вдосконалювала свою майстерність. Важко перерахувати всі прем‘єри Національної опери України останніх десятиліть без участі Валерія Посвалюка. Кожній він віддав частину свого серця, гарячу енергію творчого натхнення. І що б не виконувалось на сцені: опера, балет, симфонія або ораторія, знаменитий реквієм Верді, Моцарта, Бриттена або Станковича, концертна програма — він завжди збагачував звучання оркестру партією соліруючої труби. Гра В.Посвалюка завжди високо цінилась диригентами і для виконання своіх важливих програм трубача Валерія Посвалюка запрошували Юрій Симонов, Генадій Рождественський, Кирило Кондрашин, Євгеній Світланов, Карло Цеккі, Шарль де Лаконт, Луі де Форман, Натан Рахлін. Цікавий факт, що після виконання «Петрушки» Ігоря Стравинського Юрій Темірканов вивів на авансцену не першу скрипку, а трубача Валерія Посвалюка.

## Гільдія трубачів України— об'єднувальний фактор різних шкіл і напрямків
Гільдія трубачів України, президентом якої був Валерій Посвалюк — не формальна, а діюча і активна організація, яка має великий вплив на розвиток і пропаганду музики, написаної для труби- цього древнього і вічно молодого інструмента. Насам перед вона займається організацією концертів, які розкривають маловідомий і трохи підзабутий пласт інструментальної музики. В першу чергу — це епоха бароко. Веде просвітницьку діяльність по ознайомленню молодих виконавців з модерними трендами і напрямками в розвитку трубних світових шкіл. По-друге, Гільдія є безпосереднім організатором спеціальних конкурсів для виконавців на трубі: Київського відкритого конкурсу юних трубачів (2002), традиційного міжнародного конкурсу «Мистецтво XXI століття.» (2002, 2003, 2004, 2005, 2006), кожнорічного Всеукраїнського конкурсу молодих трубачів ім. М. Старовецького (2000), Всеукраїнського конкурсу виконавців на духових інструментах ім. В‘ячеслава Старченко (2005). Прекрасним починанням Гільдії став випуск на компакт-дисках «Антології українських трубачів». Концепція видання і підбір творів належить Валерію Посвалюку. На сучасний стан він готує наступний диск-том, який буде представляти сучасних видних трубачів України.
Творча біографія Валерія Посвалюка була б неповною, як би не сказати про його науково-педагогічну діяльність. Він поєднує іинструментальне виконання з працею завідувачем кафедри духових інструментів Національної музичної академії ім. П. І. Чайковського. Професор Базельської консерваторії і директор музею труби в м. Бад-Зекінген (Німеччина) Эдвард Х. Тарр (Edward H. Tarr) писав в передмові до книги Валерія Посвалюка «Мистецтво гри на трубі в Україні» (2006): «Я вперше почув про багату українську спадщину з його блискучої доповіді, ілюстрованою історічним аудіозаписом 5 серпня 1997 р. в Гетеборзі (Швеція) під час проведення кожнорічної конференції Міжнародної гільдії трубачів (ITG). Згодом результати досліджень були опубліковані в декількох статтях, одна із них появилася в ITG Journal 22/4 (травень 1998) і навіть в двухтомній книзі „Трубачі Києва: минуле і сучасність“ (Київ, 2000; на російській і англійській мовах), де я мав честь бути редактором англійського тексту)… Валерій Посвалюк першим розпочав інтеграційну справу об‘єднання українських трубачів з трубачами інших шкіл..».Ця цитата широко висвітлює наукову діяльність Валерія Посвалюка, який однак, не обмежується тільки цим аспектом. Він ще і автор ряду статей і методичних разробок, в яких розглядається педагогічна практика, проаналізовані виконавські традиції не тільки київської, але і одеської, львівської, харківської і донецькоі шкіл. Але найголовнішим у своєму житті він вважає справу підготовки молодого артистичного покоління, яке навчає не тільки виключно складній техніці гри на духових інструментах, але і глибинному розумінню музики, як невичерпній скарбниці культурної спадщини багатьох народів і цивілізацій.

## Аудіозаписи на CD
- А.Вівальді Концерт для труби з оркестром B-dur аранж. Ж. Тильда

Allegro
Largo
Allegro
- А. Вівальді Концерт для двох труб, струнних і чембало C-dur аранж. В.Посвалюка

Allegro
Largo
Allegro
- П.Бальдассаре Соната № 1 для труби, струнних і чембало F-dur аранж. В.Посвалюка

Allegro
Grave
Allegro
- Г. Ф. Телеман Концерт для труби, струнних і чембало B-dur аранж. В.Посвалюка

Allegro
Sicilienne
Allegro
- Г. Ф. Телеман Концерт для труби з оркестром № 1 D-dur аранж. К. Гребе

13 Adagio
Allegro
Grave
Allegro
- Т. Альбіноні Концерт для труби, струнних і чембало B-dur аранж. Ж. Тильда

Allegro . .
Adagio
Allegro
- Г. Перселл Соната для труби і струнних D-dur аранж. В.Посвалюка

Pomposo
Andante maestoso
Allegro ma non troppo
- М. Каззаті Соната in F для труби і струнних a5 «La Bianchina» Op. 35 no. 11

Allegro, [Adagio]
Allegro
Vivace
Vivace
Allegro
Vivace
Ж.Бара Анданте і Скерцо
Є.Зубцов Концерт для труби і тромбона з симфонічним оркестром (1 ч.)
Е.Боцца Сільські картинки
Л.Андерсон Колискова трубача
Г. Ф. Телеман Концерт (Соната) для труби з оркестром у 3-х частинах)
Ж.Колодуб Ліричне інтермеццо
Г.Кларк Венеціанський карнавал